# سد رویکرانتز
سد رویکرانتز (به لاتین: Rooikrantz Dam) یک سد در آفریقای جنوبی است که در  King William's Town, Eastern Cape  واقع شده‌است.